# Алёхин, Иван Васильевич
Иван Васильевич Алёхин (12 августа 1920, Старое Дубовое, Хлевенский район — 19 октября 1993, Тула) — командир взвода 90-го стрелкового полка, старшина — на момент представления к награждению орденом Славы 1-й степени.

## Биография
Родился 12 августа 1920 года в селе Старое Дубовое, Хлевенского района Липецкой области. Жил в городе Снежное Донецкой области Украины, где на шахте работал отец. Окончил 10 классов.
В декабре 1939 года был призван в Красную Армию. Стремился на фронт, шла война с Финляндией, но был направлен в учебные лагеря. К июню 1941 года часть, в которой служил красноармеец Алёхин, находилась у западной границы, на рубеже между городами Гродно и Лида.
Участник Великой Отечественной войны с первых дней. В первых боях был ранен и тяжело контужен. Попал в плен, оставался на оккупированной территории. В апреле 1944 года был вновь мобилизован в армию призывной комиссией 50-й армии 2-го Белорусского фронта. Прошёл проверку в 53-м армейском запасном стрелковом полку. В июле был направлен в 90-й стрелковый полк 95-й стрелковой дивизии рядовым стрелком. Воевал на 2-м и 1-м Белорусских фронтах.
8 сентября 1944 года в бою близ населённого пункта Тхуже-Иненды южнее города Белосток красноармеец Алёхин увлёк бойцов в атаку, что помогло подразделению овладеть высотой и закрепиться на ней. Будучи раненным, поля боя не покинул.
Приказом по частям 95-й стрелковой дивизии от 20 сентября 1944 года красноармеец Алёхин Иван Васильевич награждён орденом Славы 3-й степени.
Хорошо проявил себя в боях, к октябрю 1944 года уже был старшиной и командовал стрелковым взводом.
15 января 1945 года близ населённого пункта Бориславль при отражении контратаки старшина Алёхин подпустил вражескую пехоту на близкое расстояние и со своими бойцами уничтожил свыше взвода солдат и офицеров противника, обеспечив выполнение боевой задачи ротой.
Приказом по войскам 33-й армии от 22 февраля 1945 года старшина Алёхин Иван Васильевич награждён орденом Славы 2-й степени.
20 апреля 1945 года у населённого пункта Маркендорф юго-западнее города Франкфурт старшина Алёхин своим примером увлёк подчинённых в атаку и первым ворвался в траншею противника. В этом бою лично истребил более 10 вражеских солдат.
Указом Президиума Верховного совета СССР от 15 мая 1946 года за исключительное мужество, отвагу и бесстрашие, проявленные на заключительном этапе Великой Отечественной войны в боях с вражескими захватчиками старшина Алёхин Иван Васильевич награждён орденом Славы 1-й степени. Стал полным кавалером ордена Славы.
После Победы остался в армии, стал офицером. Службу проходил командиром взвода автоматчиков отдельного учебного батальона. В 1947 году был уволен в запас.
Посвятил себя мирному педагогическому труду, жил в Тульской области. Работал инструктором производственного обучения в профтехучилище города Болохово, затем — инструктором по физическому воспитанию специального горнотехнического училища в посёлке Скуратово. В 1953 году поступил во Всесоюзный заочный политехнический институт, через четыре года, после закрытия отделения, перевёлся в Тульский педагогический институт. В 1960 году успешно окончил институт.
Жил в городе-герое Тула. Работал учителем в средней школе в посёлке Западный. Скончался 19 октября 1993 года. Похоронен на Косогорском кладбище города Тула.
Капитан. Награждён орденами Отечественной войны 1-й степени, Славы 1-й, 2-й, 3-й степеней, медалями.